# بازسازی تکراری

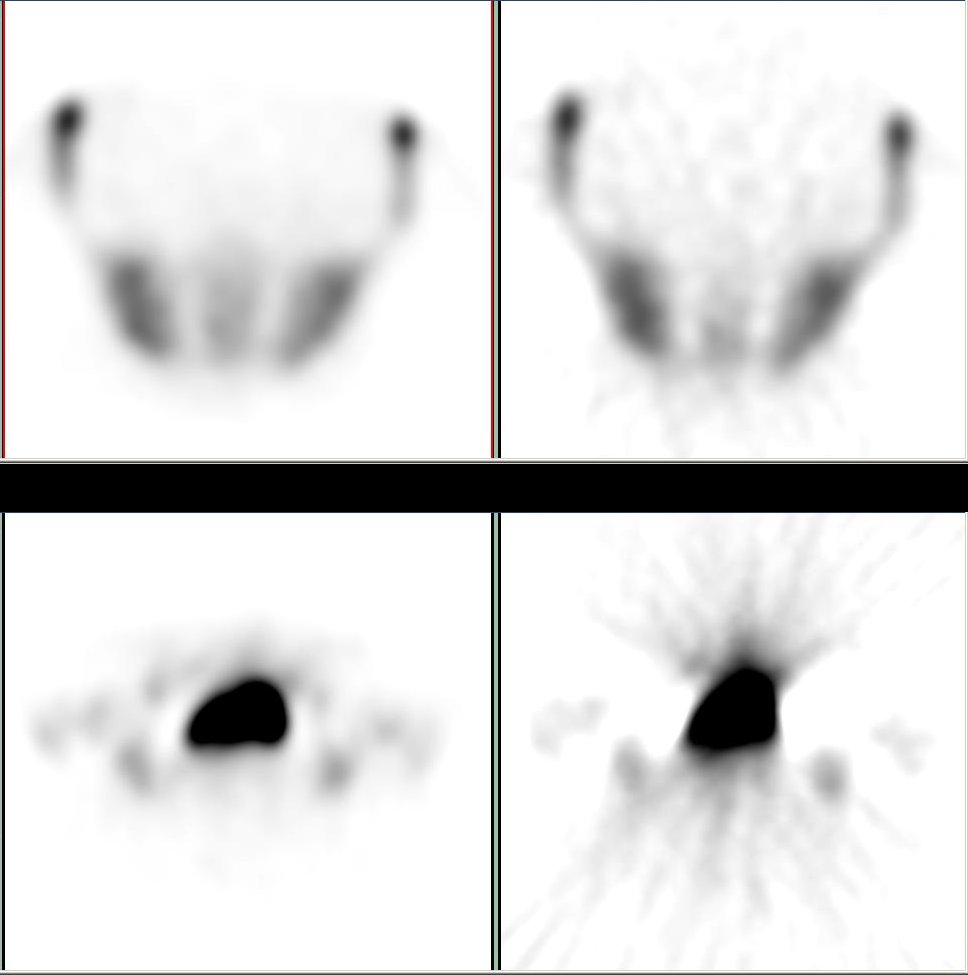
مثال نشان دادن تفاوت بین پروجکشن فیلتر شده برگشتی (نیمه راست) و روش بازسازی تکراری (نیمه چپ)

بازسازی تکراری (Iterative reconstruction) به الگوریتم‌های تکراری اشاره دارد که برای بازسازی تصاویر دوبعدی و بازسازی سه‌بعدی در برخی از روش‌های تصویربرداری دیجیتال استفاده می‌شود. به عنوان مثال، در  توموگرافی کامپیوتری یک تصویر باید از پروژه‌های یک شی بازسازی شود. در اینجا، روش‌های بازسازی تکراری معمولاً گزینه‌ای بهتر، اما از نظر محاسباتی گران‌تر نسبت به روش معمول پس‌انتشار فیلترشده (FBP) هستند که تصویر را در یک مرحله بازسازی مستقیماً محاسبه می‌کند.
تصور می‌شود که رفته رفته روش پس‌انتشار فیلتر شده (fbp) جای و اهمیت خود را به این روش جدیدتر بدهد.
هدف از این الگوریتم‌ها کاهش نوفه بدون قربانی کردن قدرت تفکیک‌پذیری تصویر (رزولوشن) و یکای هاونسفیلد سیستم است.
نقطه ضعف این روش سرعت پایینتر آن نسبت به fbp است.
دلیل توجه به آن در سالهای اخیر استفاده از آن در پایین آوردن دوز است.
در کارهای تحقیقاتی اخیر، دانشمندان نشان داده‌اند که محاسبات بسیار سریع و موازی سازی عظیم برای بازسازی تکراری امکان‌پذیر است، که بازسازی تکراری را برای تجاری سازی عملی می‌کند.

## مفاهیم اساسی

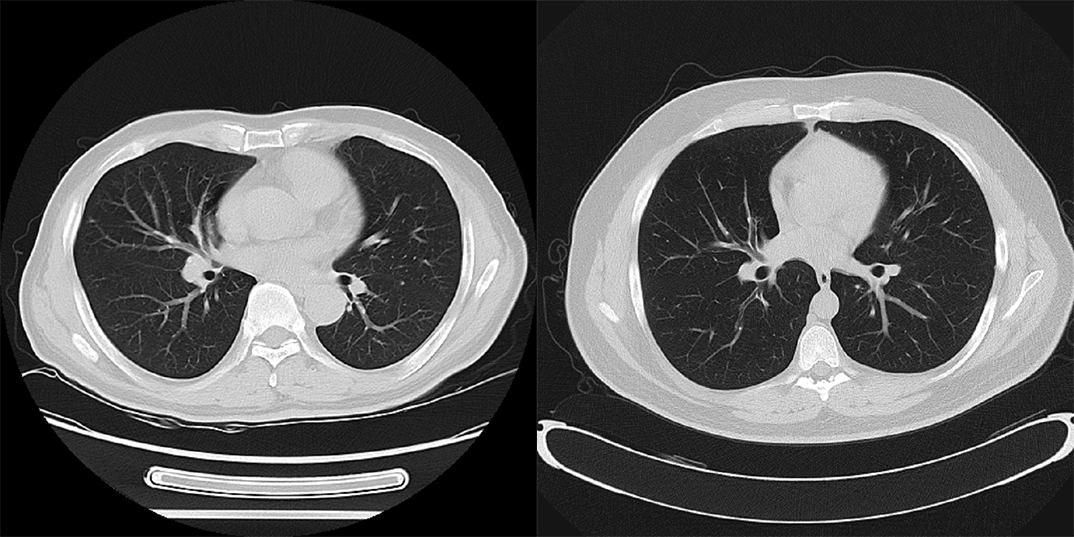
تصویربرداری محاسباتی با استفاده از بازسازی تکراری (سمت چپ) در مقابل پس‌انتشار فیلتر شده (سمت راست)

بازسازی یک تصویر از داده‌های به دست آمده یک مسئله معکوس است. اغلب، امکان حل مستقیم دقیق مسئله معکوس وجود ندارد. در این صورت، یک الگوریتم مستقیم باید جواب را تقریب بزند که ممکن است باعث ایجاد آثار دیجیتال قابل مشاهده در تصویر شود. الگوریتم‌های تکراری با استفاده از چندین مرحله تکرار به جواب صحیح نزدیک می‌شوند که این امر امکان دریافت بازسازی بهتر را با هزینه زمان محاسبات بالاتر فراهم می‌کند.
الگوریتم‌ها متنوع زیادی وجود دارند، اما هر کدام با یک تصویر فرضی شروع می‌شوند، انتشار را از تصویر محاسبه می‌کنند، داده‌های طرح‌ریزی اصلی را مقایسه می‌کنند و تصویر را بر اساس تفاوت بین بازتاب محاسبه‌شده و بازتاب واقعی به‌روزرسانی می‌کنند.

### بازسازی جبری
تکنیک بازسازی جبری (ART) اولین تکنیک بازسازی تکراری بود که توسط گادفری هانسفیلد برای  توموگرافی کامپیوتری استفاده شد.

### روش تکراری مجانبی تنک کمترین واریانس
الگوریتم تکراری مجانبی تنک کمترین واریانس یک روش بازسازی توموگرافی تصویربرداری فوق‌رزولوشن بدون پارامتر، الهام گرفته از حسگری فشرده است که در رادار با دهانه مصنوعی،  توموگرافی کامپیوتری و تصویربرداری پرتو مغناطیسی (MRI) کاربرد دارد.